# 球 (體育)
球（香港通稱英語音譯的「波」ball）是球類運動的必備品，是旋轉對稱、反射對稱但并不一定表面光滑的球体。球類運動會依照它所用的球的物理形態，決定用什麼東西接觸該球以進行比賽。比如足球的形狀和彈力等適合用腳、頭擊打，不便於用手，於是足球便規定身體任何部分除手外（守門員可用手碰，另外手球、曲棍球、水球和袋棍球的運動競賽，守門員皆能在比賽中，使用一般球員不可使用的身體部分（如手、腳）或輔助工具（如曲棍球的球棍），阻止對方球員攻入己方的球門）都可觸球。

## 圖片

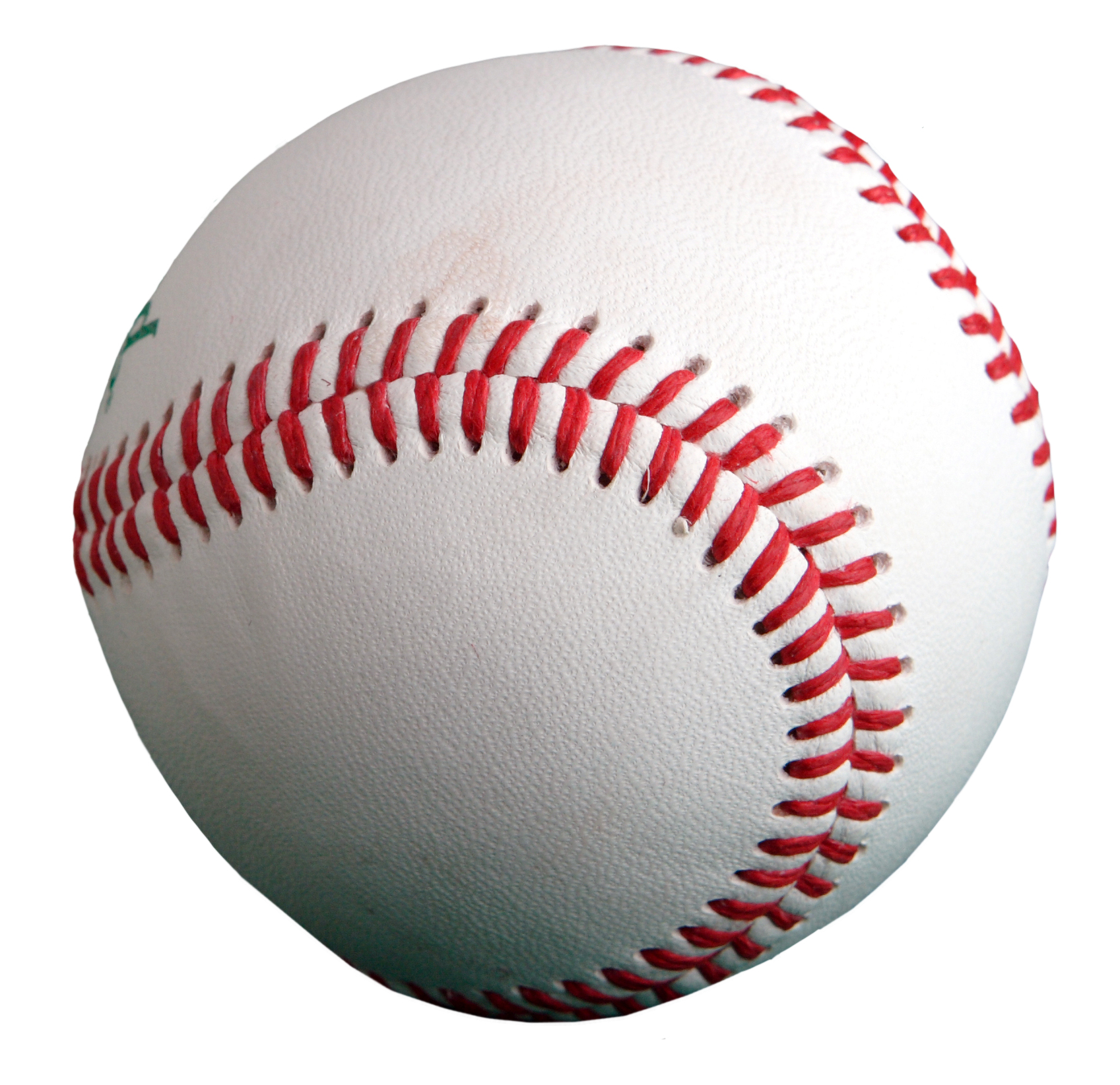
棒球
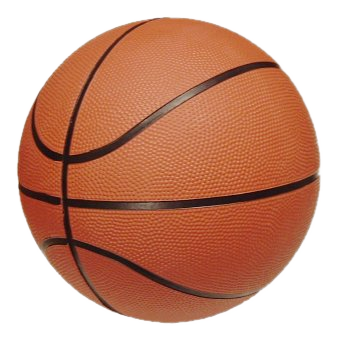
籃球
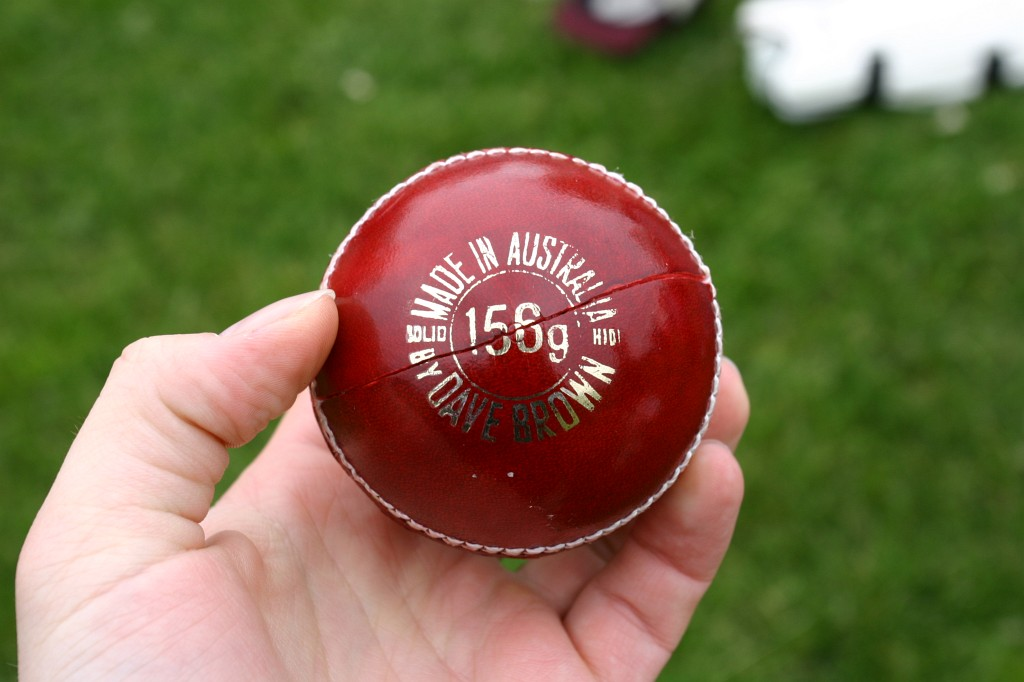
木球（板球、木球）
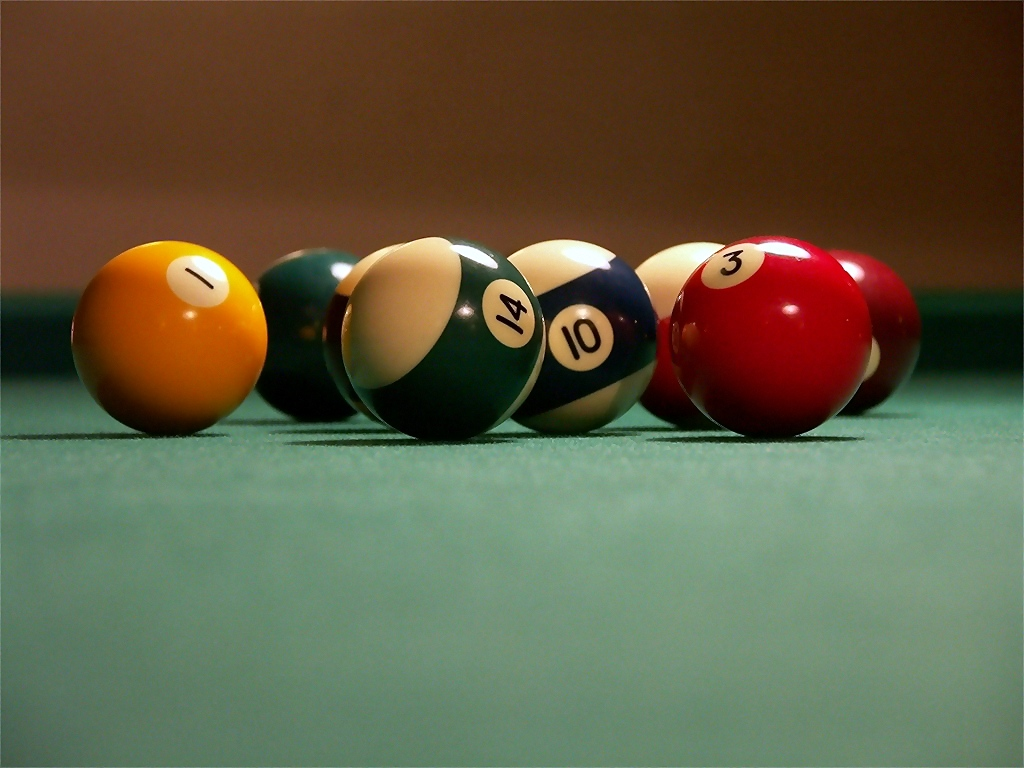
撞球
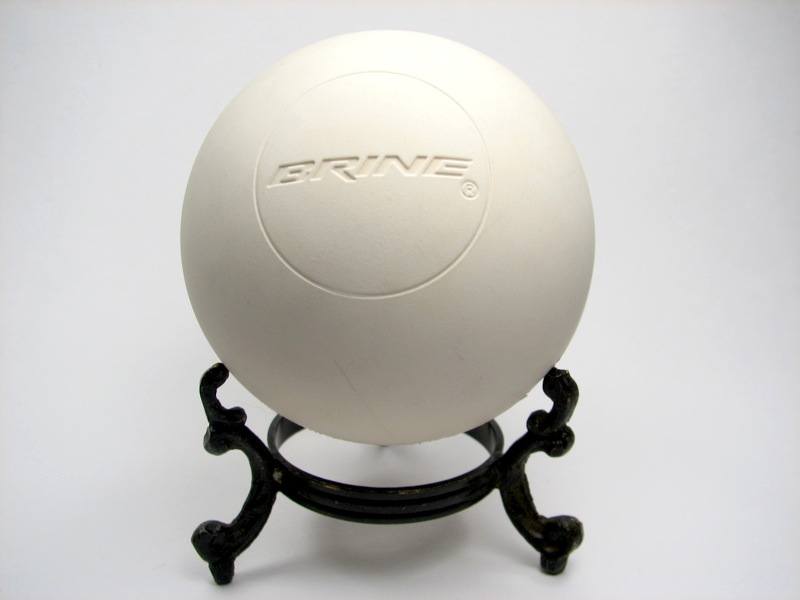
曲棍球
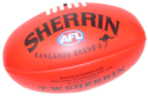
澳式足球
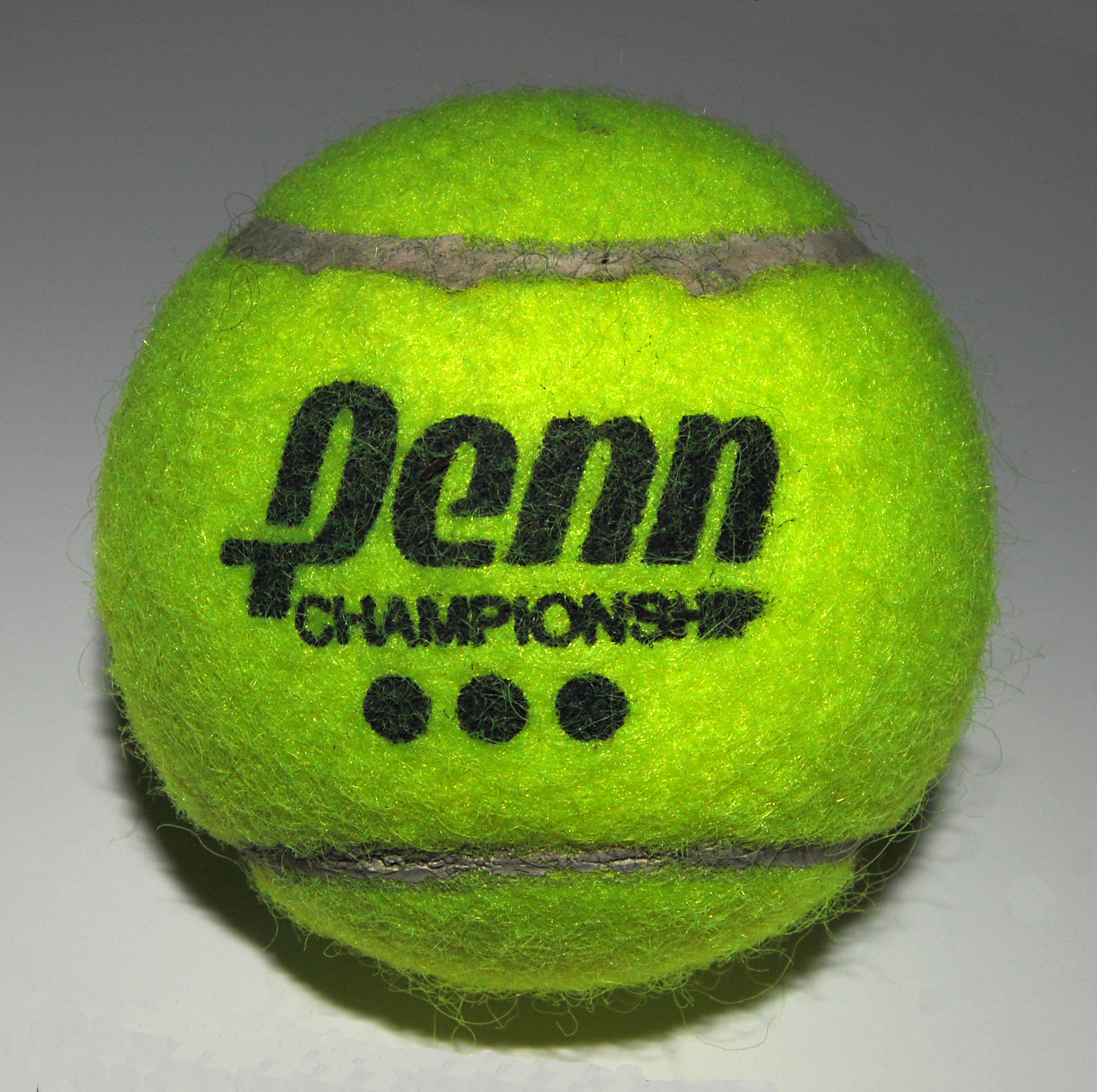
網球
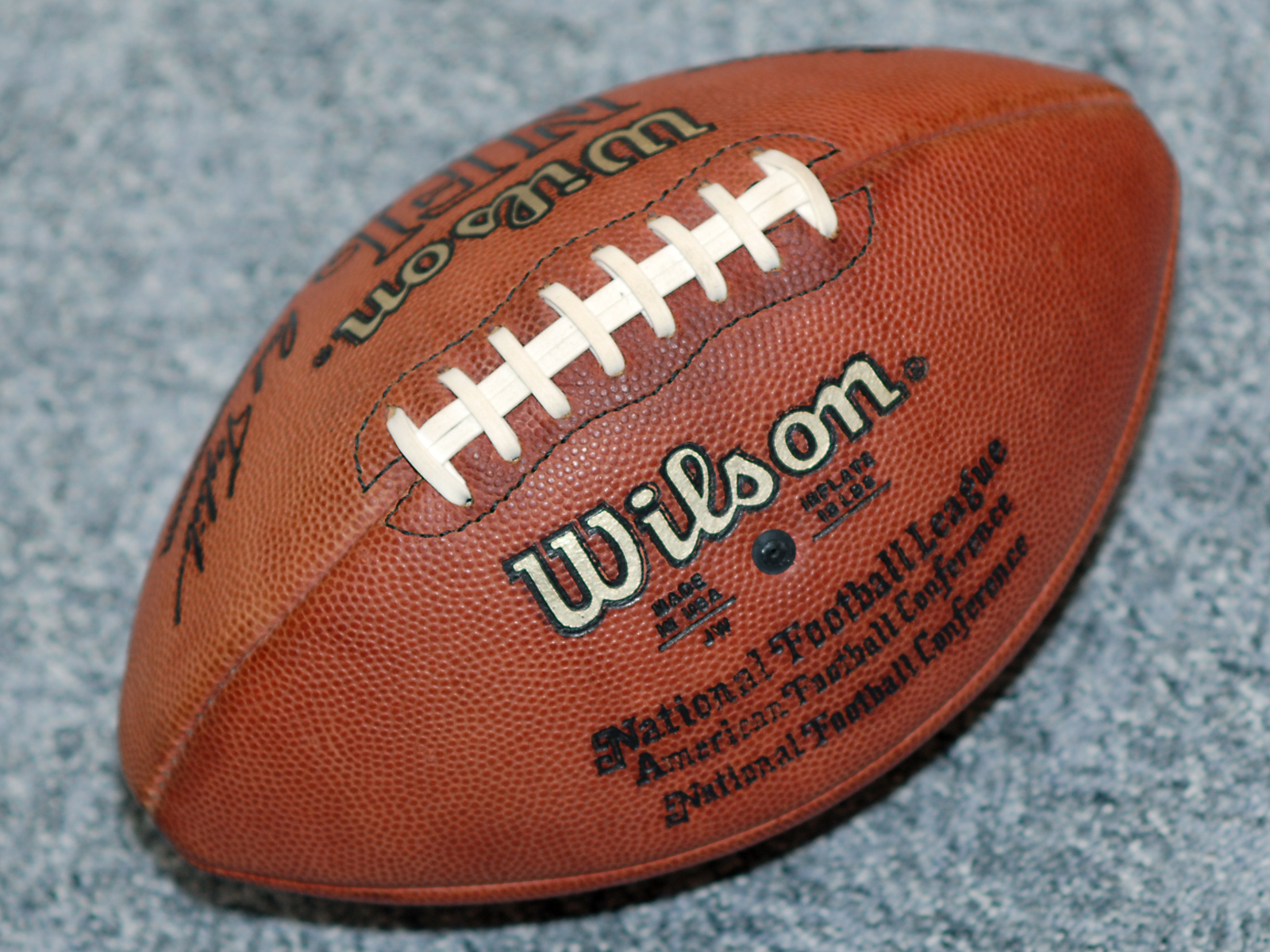
美式足球
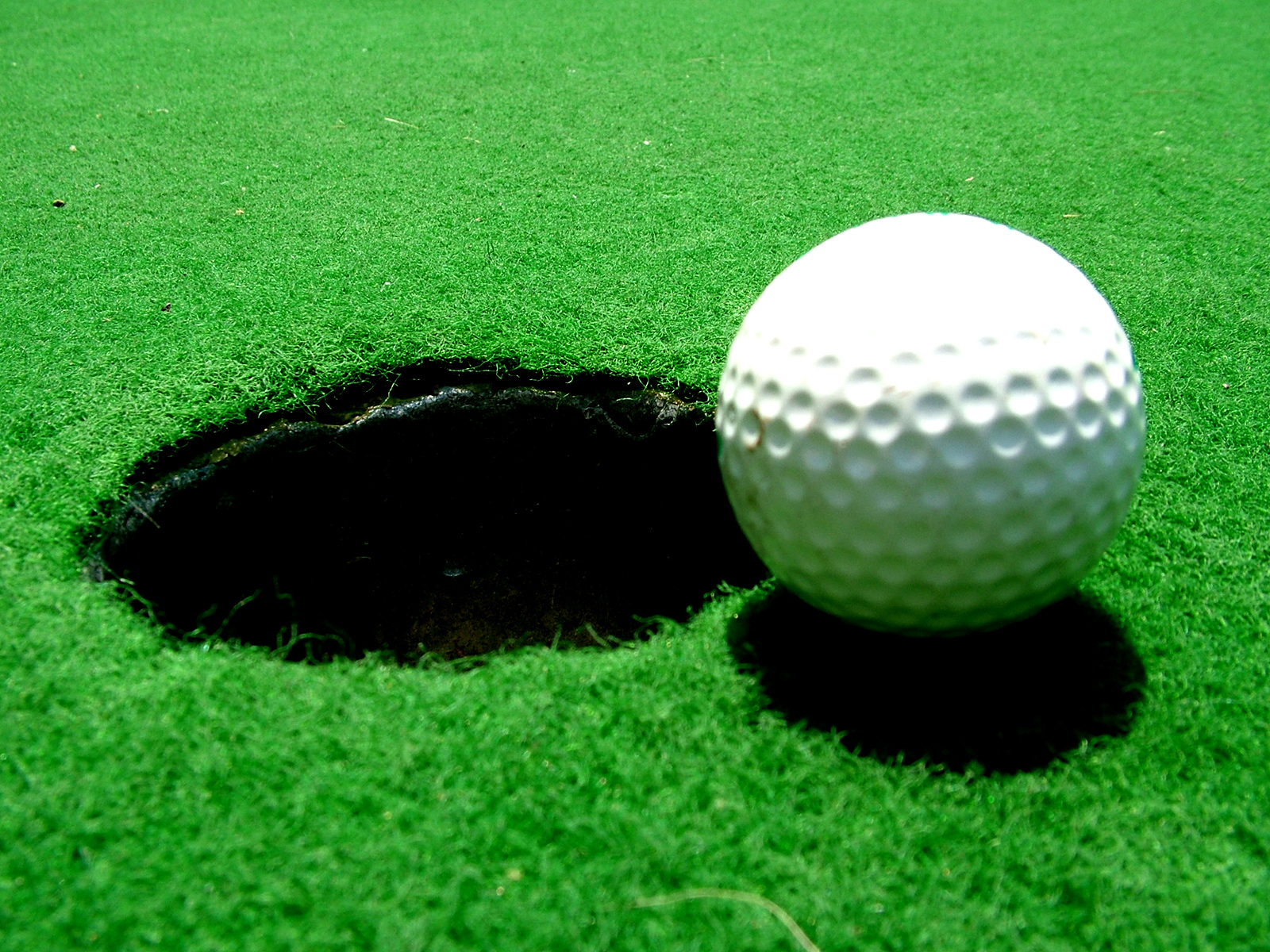
高爾夫球
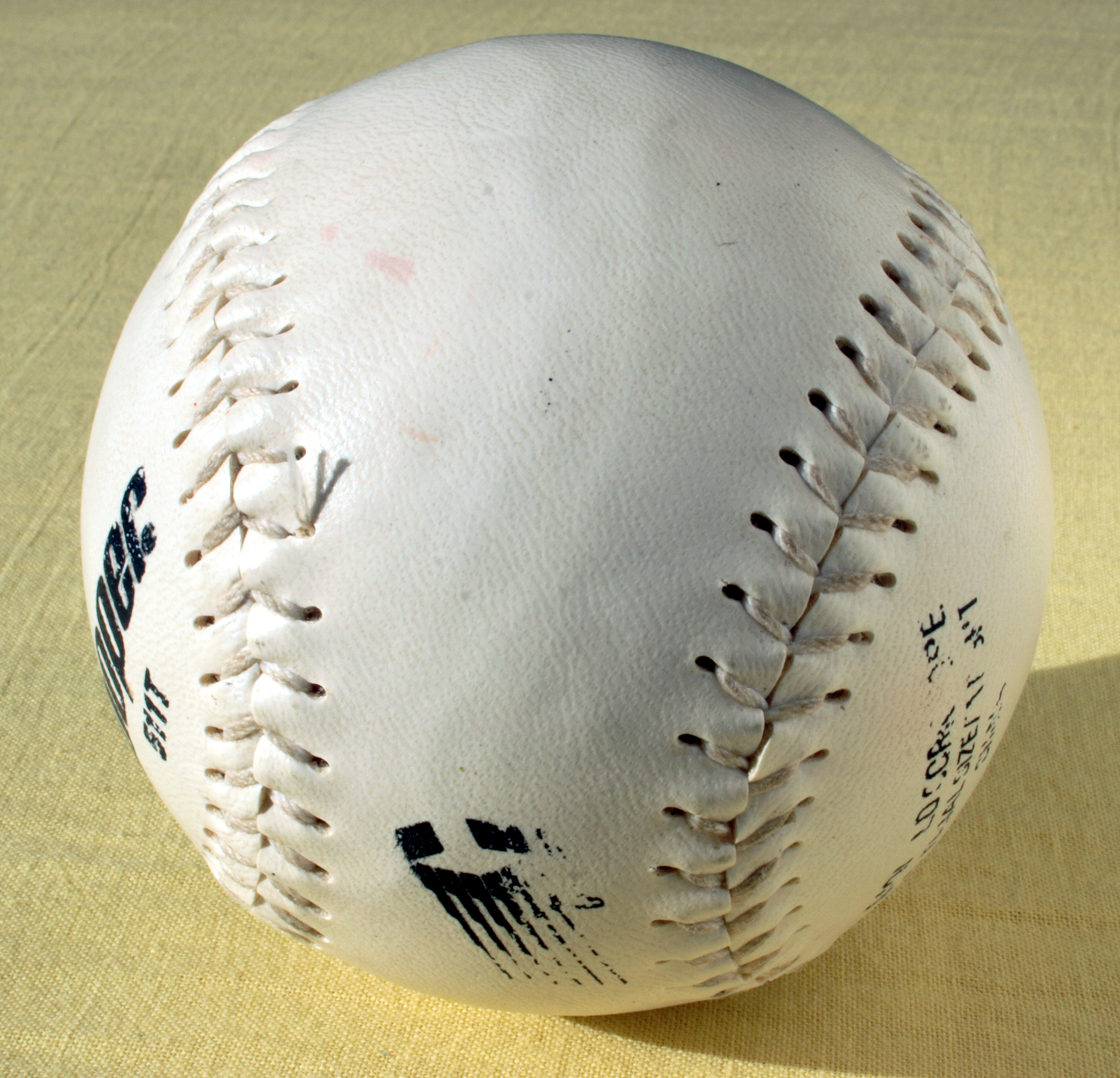
壘球
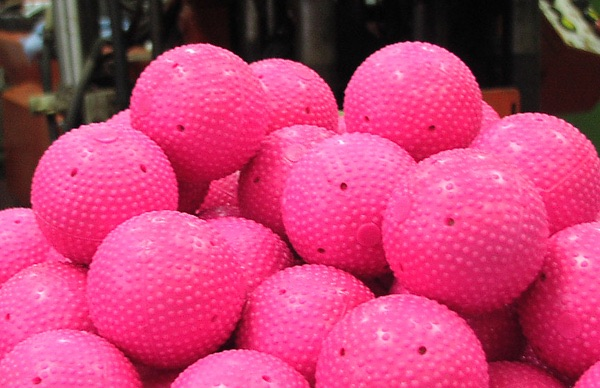
班迪球
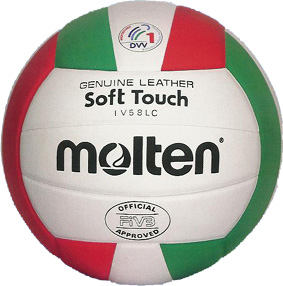
排球
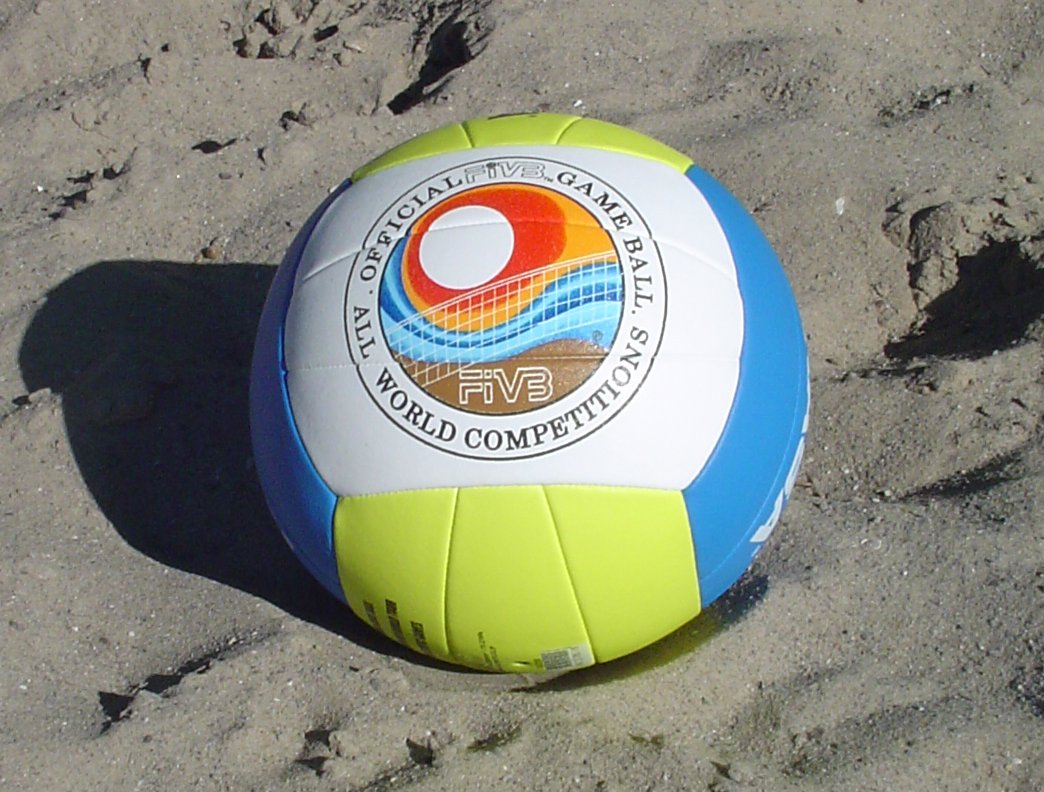
沙滩排球
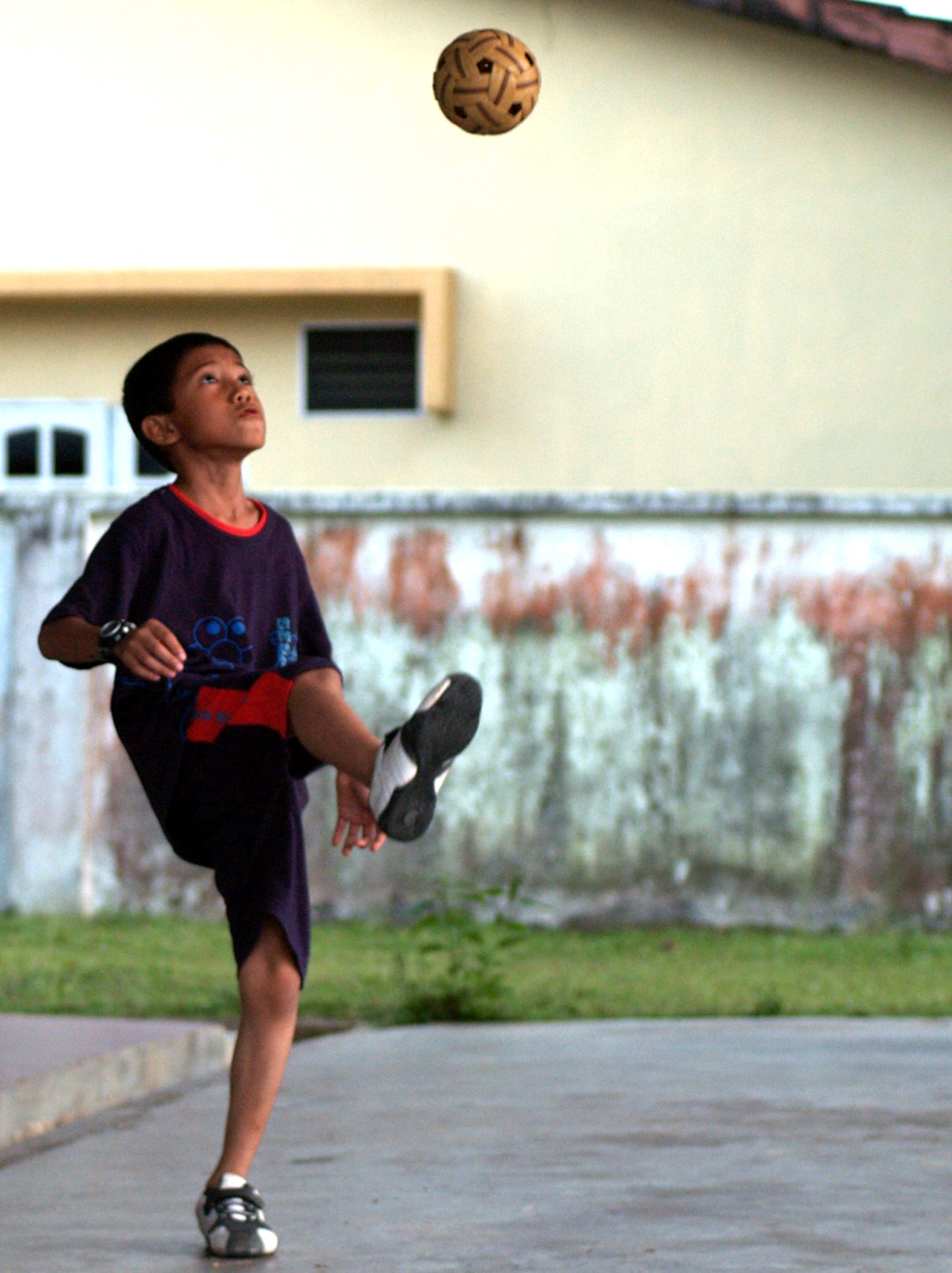
藤球

## 外部連結
- 维基词典中的词条「球 (體育)」